# Walter Rutherford
Walter Mathers Rutherford (Newlands, Scottish Borders, 6 de maig de 1870 – Westminster, Londres, 9 d'octubre de 1936) va ser un golfista escocès que va competir a cavall del segle xix i el segle xx. El 1900 va prendre part en els Jocs Olímpics de París en la prova individual de golf, en què guanyà la medalla de plata.